# Epidendrum stictoglossum
Epidendrum stictoglossum là một loài thực vật có hoa trong họ Lan. Loài này được Hágsater & D.Trujillo mô tả khoa học đầu tiên năm 2007.